# Hitohira no Jiyuu
«Hitohira no Jiyuu» es el 24º sencillo de la banda japonesa GLAY. Salió a la venta el 19 de septiembre de 2001.

## Canciones
1. «Hitohira no Jiyuu»
2. «Hitohira no Jiyuu» ~GLAY EXPO 2001 "GLOBAL COMMUNICATION" IN KYUSHU LIVE VERSION